# Maria Laach (kloster)

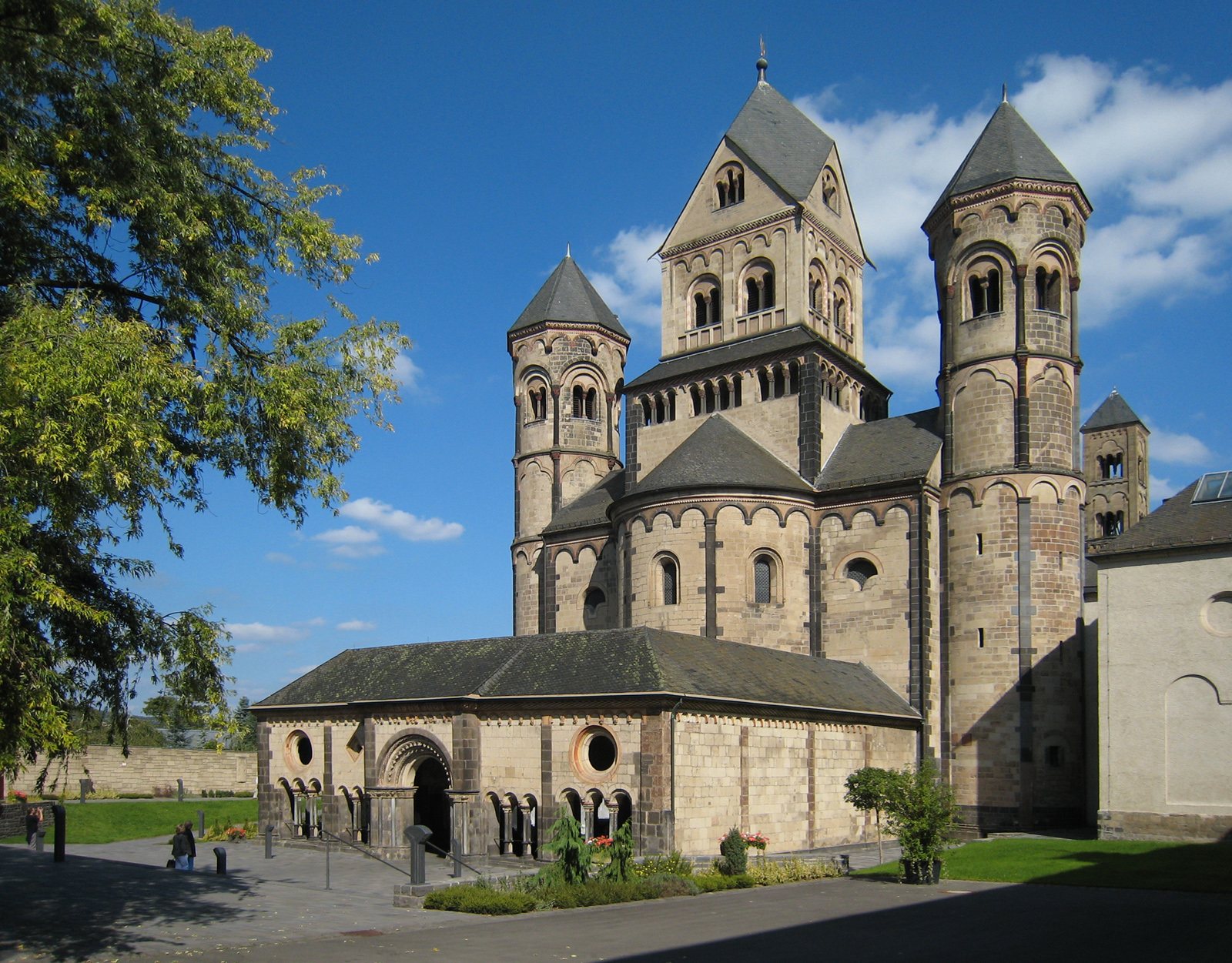
Klosterkyrkan, uppförd i romansk stil.

Maria Laach (tyska: Abtei Maria Laach, latin: Abbatia Mariae Lacensis eller Abbatia Mariae ad Lacum) är ett kloster tillhörande den romersk-katolska Benediktinerorden, beläget vid Laacher See i Glees kommun i Rheinland-Pfalz, Tyskland.  Klostret ligger i Triers katolska stift.

## Historia

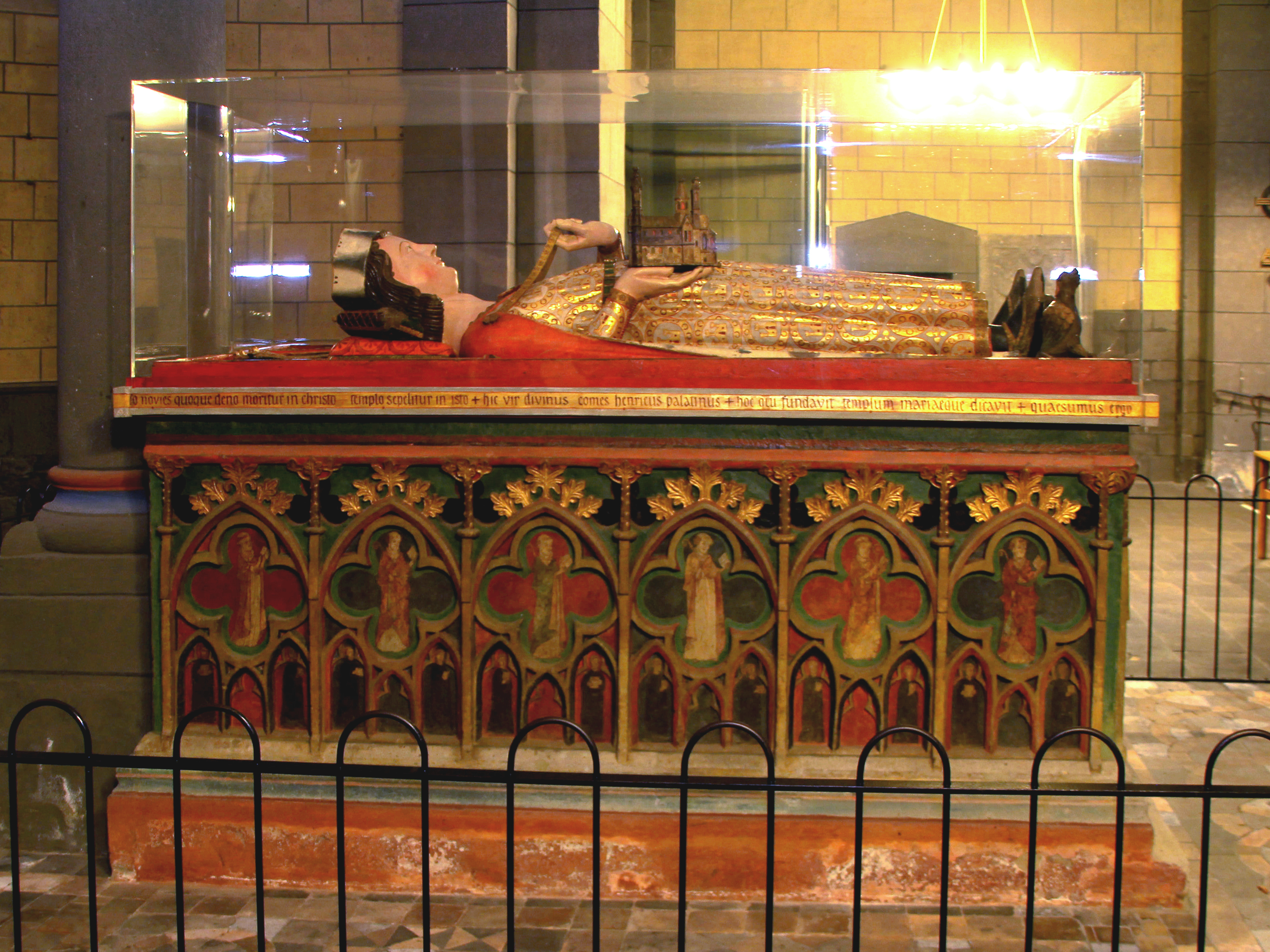
Gravmonumentet för Henrik II av Laach.

Klostret instiftades 1093 av Henrik II av Laach, den förste pfalzgreven av Kurpfalz, och hans fru Adelheid av Weimar-Orlamünde.  Henrik av Laach ligger begravd i klosterkyrkan Laacher Münster, en av de största kyrkorna i romansk stil i Tyskland, färdigställd i början av 1200-talet.
Maria Laach sekulariserades 1802, genom Napoleons sekulariseringsedikt, och drevs vidare som gods.  1863 köpte jesuiterna klosterbyggnaderna och inrättade ett jesuitkollegium. 1892-1893 bosatte sig åter benediktinermunkar på klostret och 1893 återinvigdes klostret som benediktinerkloster.
Staden Kölns borgmästare, sedermera förbundskanslern Konrad Adenauer, avsattes 1933 av NSDAP efter det nazistiska maktövertagandet.  Adenauer var gammal skolkamrat med den dåvarande abboten Ildefons Herwegen, och Herwegen ordnade så att Adenauer kunde hålla sig gömd på klostret förklädd till munk under åren 1933-1934.

## Klostret i modern tid

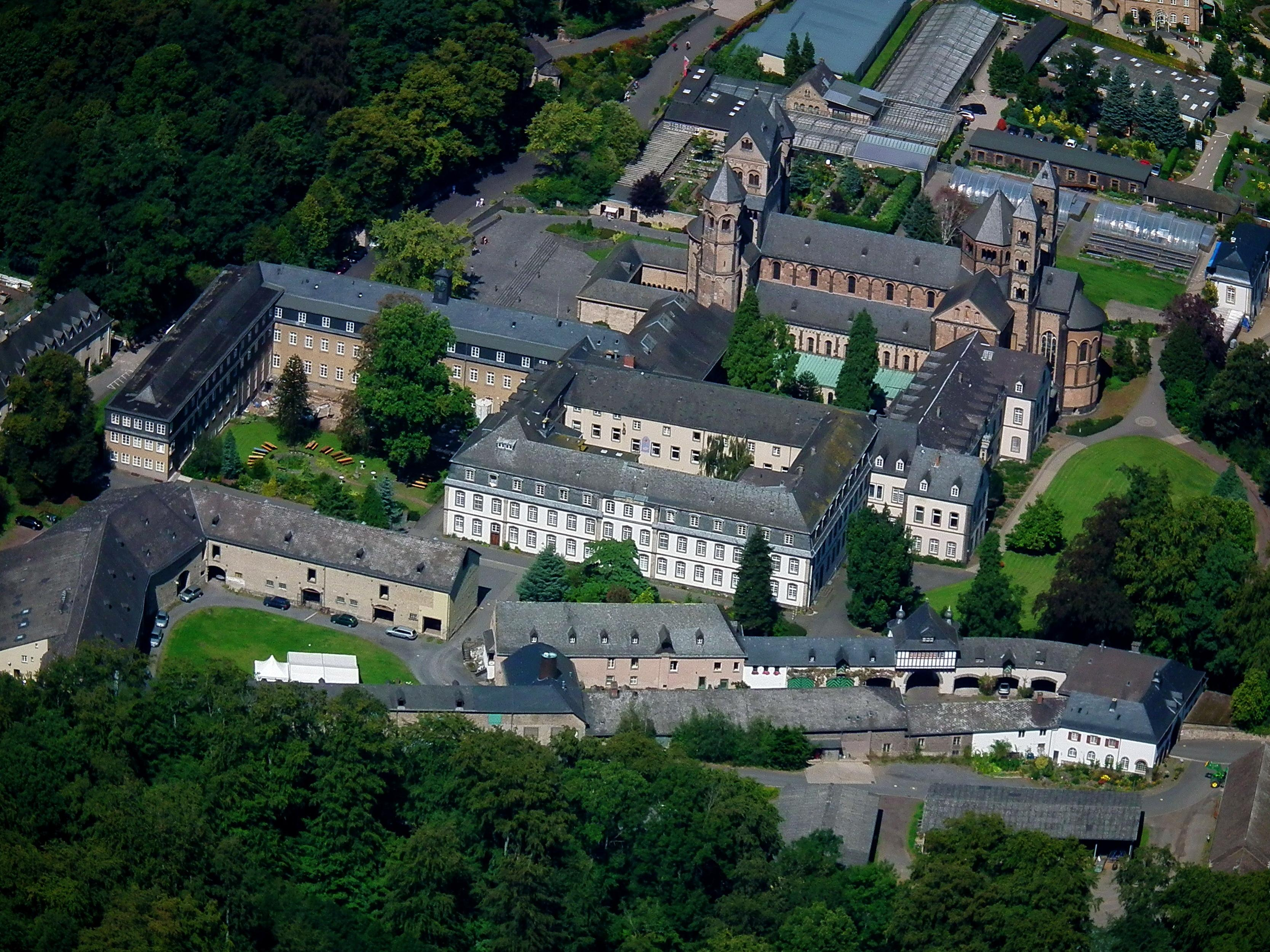
Klostret sett från luften, 2011.

Klostret är idag fortfarande benediktinerkloster.  Den romanska klosterkyrkan och de omgivande klosterbyggnaderna är ett populärt turistmål, beläget i naturreservatet vid Laacher See.  Vid klostret finns även ett friluftsområde med vandringsleder, camping och fritidsbåthamn, ett hotell och en ekologisk lantgård.